# Денисов Михайло Володимирович
Михайло Володимирович Денисов (нар. 3 жовтня 1985) — український футболіст, захисник, півзахисник клубу «Торпедо» (Миколаїв).

## Ігрова кар'єра
З 1999 року по 2002 рік виступав в дитячо-юнацькій футбольній лізі України за маріупольську «Азовсталь».
На початку 2006 року потрапив в маріупольський «Іллічівець-2», який виступав у Другій лізі України. В команді Денисов отримав прізвисько Мартен, оскільки до цього він працював в заводському цеху. У сезоні 2005/06 «Іллічівець-2» став срібним призером турніру, поступившись лише черкаському «Дніпру». Всього в команді у Другій лізі він провів 20 ігор. Також провів 2 матчі в молодіжній першості України.
2008 року Денисов перейшов в угорський «Фехервар», де грав ще один гравець з України — Роман Драбенюк. В чемпіонаті Угорщини він зіграв 3 матчі. Після цього виступав в азербайджанському «Карвані» з міста Євлах.
На початку 2009 року перейшов білоцерківську «Рось» і зіграв у складі команди 7 матчів та забив 1 м'яч у Другій лізі. Влітку того ж року перебрався в «Енергетик» з Бурштина. В складі якого провів 5 матчів в Першій лізі України. У січні 2010 року Денисов побував на перегляді в казахстанському «Акжайик», але контракт з клубом не підписав.
На початку 2010 року він перейшов в кіровоградську «Зірку». В команді він провів півроку та зіграв 11 ігор.
Влітку 2010 року перейшов в узбецький «Навбахор» з Намангана, в команді також крім нього виступали гравці з України. В чемпіонаті Узбекистану Денисов провів 12 матчів та забив 1 м'яч.
Влітку 2011 року перейшов у друголіговий клуб «Авангард» з Краматорська, де провів наступний сезон. Після цього сезон 2012/13 провів у друголігових командах «Динамо» (Хмельницький) та «Мир» (Горностаївка).
В серпня 2013 року перейшов в аматорський клуб «Торпедо» (Миколаїв).

## Досягнення
- Срібний призер Другої ліги України (1) : 2005/06